# Madapura, Channagiri
Madapura là một làng thuộc tehsil Channagiri, huyện Davanagere, bang Karnataka, Ấn Độ.